# Wieder auf der Reise
Wieder auf der Reise ist das 49. Studioalbum des österreichischen Schlagersängers Freddy Quinn, das 1993 im Musiklabel Mega Herz auf Compact Disc (Nummer: 3890522-2) erschien. Das Album konnte sich nicht in den deutschen Albumcharts platzieren. Singleauskopplungen wurden keine produziert.

## Titelliste
Das Album beinhaltet folgende zwölf Titel:
1. Wieder auf der Reise
2. Was heut’ nicht ist, kann morgen sein
3. Wenn ein Gaukler Tränen weint
4. Happy Birthday
5. Du, hey du, hör mir bitte zu
6. Du wirst mit jeder Falte schöner
7. So wie das Leben klingt
8. Leben ohne dich
9. Endlich einmal wohin ich will
10. Ach mein Kind, du musst noch wachsen
11. Bevor mein Weg zu den Sternen begann
12. Weißt du, ich liebe dich noch heut’